# Roshumba Williams
Roshumba Williams (1 de Agosto de 1968, Chicago, Illinois) é uma supermodelo norte-americana.
Também fez trabalhos como atriz e para a televisão.

## Carreira
Roshumba Williams foi descoberta, ainda adolescente, em Paris pelo lendário costureiro Yves Saint-Laurent e rápidamente se tornou uma presença regular nas passereles da moda. 
Williams tornou-se internacionalmente famosa quando em 1990 surgiu nas páginas da prestigiada revista americana Sports Illustrated Swimsuit Edition. Em 2004, no 40º aniversário, foi publicada uma edição especial com as principais modelos que fizeram a história e o sucesso da revista sendo Williams uma delas, posando junto de Heidi Klum, Valeria Mazza, Elle Macpherson, Cheryl Tiegs, Tyra Banks, Rachel Hunter, Valeria Mazza, Stacey Williams, Paulina Porizkova, Vendela Kirsebom e Christie Brinkley. (Foto Hall of fame)
Sua marca registada é o seu natural penteado curto. Numa indústria onde perucas e extensões de cabelo fazem parte da vida diária, Williams sempre insistiu em usar o cabelo curto e o mais natural possível. Seja como for, a sua experiência de mais de vinte anos na indústria da beleza permite-lhe ser uma jurada atenta no reality show Tease.
Williams também participou como atriz em alguns filmes, como Celebrity de Woody Allen, Pret-a-Porter de Robert Altman e na comédia Beauty Shop.
Em 1999, Williams publicou o seu primeiro livro intitulado The Complete Idiot's Guide to Being a Model (O Guia Completamente Idiota para ser uma Modelo). 
Williams é vegetariana e apoia a organização PETA.